# Artim Polożani
Artim Polożani (mac. Артим Положани; ur. 25 czerwca 1982 w Bidżewie, Jugosławia) – macedoński piłkarz, grający na pozycji środkowego pomocnika.

## Kariera piłkarska

### Kariera klubowa
Rozpoczął karierę piłkarską w klubie Makedonija Skopje. 1 lipca 2007 roku w zasadzie wolnego transferu przeszedł do niemieckiego TuS Koblenz. Wystąpił w nim tylko w trzech spotkaniach, po czym 1 stycznia 2008 roku został wypożyczony do albańskiego Dinamo Tirana. Z tym zespołem w sezonie 2007/2008 zdobył mistrzostwo Albanii. Po 6 miesięcach w Albanii, powrócił do TuS Koblenz, jednak od razu w zasadzie wolnego transferu przeszedł do Wardaru Skopje. W tej drużynie również spędził tylko pół roku, a jego zespół na koniec sezonu 2008/2009 uplasował się na 5. pozycji. 1 stycznia 2009 roku podpisał kontrakt z chorwackim klubem Croatia Sesvete. Z tym zespołem w sezonie 2008/2009 zajął, ostatnią, 12. pozycję. Jednak dzięki powiększeniu ligi, drużyna zagrała baraż o utrzymanie z klubem Hrvatski Dragovoljac. W pierwszym spotkaniu padł bezbramkowy remis. W rewanżu do 90. minuty był remis 1–1 i to drużyna Hrvatskiego Dragovoljaca w tym momencie była w pierwszej lidze. Jednak gol w doliczonym czasie gry sprawił, że drużyna Artima Polożaniego wygrała 2–1 i utrzymała się w najwyższej lidze. W następnym sezonie Croatia Sesvete ponownie zajęła, ostatnie, 16. miejsce i spadła do drugiej ligi. Jednak Artim Polożani jeszcze przed końcem sezonu, 1 marca 2011 roku, powrócił do Wardaru Skopje. Z zespołem tym w sezonie 2009/2010 uplasował się na 6. pozycji. 1 lipca 2010 roku przeszedł na zasadzie wolnego transferu do rosyjskiego klubu Krylja Sowietow Samara. W sezonie 2010 zajął z nim 14. miejsce. Przed rozpoczęciem następnego sezonu przeniósł się do Moskwy – podpisał umowę z drużyną Torpedo, występującym wówczas w drugiej lidze. Wówczas w rosyjskiej lidze przeprowadzano reformę – zmieniono system rozgrywek z wiosna-jesień na jesień-wiosna. W sezonie 2011/2012, w rundzie zasadniczej jego zespół zajął 7. miejsce, dzięki czemu w drugiej rundzie rozgrywek walczył o awans do pierwszej ligi. Ostatecznie Torpedo zakończyło rozgrywki na 8. miejscu i pozostało w drugiej lidze. Po tym sezonie wrócił do ojczyzny. 3 sierpnia 2012 roku podpisał kontrakt z klubem Shkëndija Tetowo. W sezonie 2012/2013 zajął z tą drużyną 5. miejsce, a rok później 4. lokatę. Z zespołem Shkëndija Tetowo łączy go kontrakt do 30 czerwca 2016 roku.

### Kariera reprezentacyjna
W reprezentacji Macedonii zadebiutował 7 lutego 2007 roku w meczu towarzyskim z Albanią. Mecz zakończył się zwycięstwem Macedonii 1–0, a Artim Polożani pojawił się na boisku w 46. minucie gry.